# Cairn na Burgh Mòr
Cairn na Burgh Mòr es una de las Islas Treshnish, localizadas en el grupo de las Hébridas Interiores, en Escocia. Es la más grande de las Carnburgs (como se las conoce), siendo su hermana pequeña la isla de Cairn na Burgh Beag.
Aunque actualmente permanece deshabitada, Cairn na Burgh Mòr posee fortificaciones, así como un castillo y una capilla.

## Etimología
Posiblemente viene del noruego antiguo con el nombre Kiarnaborg, que significaría "«fuerte (largo) sobre buena tierra».